# 슈퍼 디바 2012
《슈퍼 디바 2012》(Super Diva 2012)는 대한민국의 방송사 tvN과 스토리온에서 방영하는 프로그램이다. 주부들을 대상으로 하는 가수 오디션 프로그램으로 진행자는 탤런트 이승연이며, 꿈을 이루어준다는 '드림 메이커'라는 이름의 심사위원은 가수 인순이, 작곡가 주영훈, 가수 JK 김동욱, 가수 호란이다. 본방송은 매주 금요일 밤 10시 tvN에서 방송된다. 최종 우승 시 음반 제작비를 포함한 상금 3억 원이 수여되며, 상금과 함께 해외여행권, 다이아몬드 목걸이, 고급 생활 가전 제품 등 주부 대상 상품이 수여된다.

## 선발 과정
- 예선
  - 1. 1차 예선 : ARS 신청과 인터넷 신청을 통해 1차 심사
  - 2. 2차 예선 : 1차 예선 합격자를 대상으로 5개 지역에서 2차 심사
  - 3. 3차 예선 : 2차 예선 합격자를 대상으로 5개 지역에서 3차 심사
- 본선
  - 1. 디바 셀렉션 : 3차 예선 합격자를 대상으로 최종 지역 예선에 진출할 32인 선발
  - 2. 드림 리그 : 디바 셀렉션 합격자를 대상으로 조 추첨을 한 뒤 조별 리그를 실시해 생방송 무대에 진출할 16인 선발
- 생방송
  - 1. 드림 토너먼트 : 생방송 무대에 진출한 16인 중 매 회 탈락자를 선발
  - 2. 디바 파이널 : 생방송 무대에 진출한 16인 중 탈락하지 않은 4인을 마지막 생방송을 통해 최종 1인 결정

## 주요 참가자
| 순위        | 이름              | 예명                     | 소속사                            | 소속그룹                         |
| ----------- | ----------------- | ------------------------ | --------------------------------- | -------------------------------- |
| 1위         | 장은주            |                          | YONGstudio                        | CAC컴퍼니                        |
| 2위         | 신경희            | 샤나, 前신금보, 前신금비 | 채널넘버식스                      | 前사운드                         |
| Top4(3위)   | 이지은            |                          |                                   |                                  |
| Top4(4위)   | 김혜정            |                          | 마린뮤직                          | 前바다새                         |
| Top8(5위)   | 도예슬            | 도은영                   | 前스타엔트리                      |                                  |
| Top8(6위)   | 홍혜진            |                          |                                   |                                  |
| Top8(7위)   | 양성연            |                          |                                   |                                  |
| Top8(8위)   | 김민영            |                          |                                   | 前페이지                         |
| Top16(9위)  | 이현영            |                          | 올박스, 前꿀자매                  | 前이뉴, 前에스, 前B2E            |
| Top16(10위) | 윤진              |                          | 前엠넷미디어, 前CJ뮤직            | 前S.blush                        |
| Top16(11위) | 박신애            |                          |                                   |                                  |
| Top16(12위) | 장혜진            |                          |                                   |                                  |
| Top16(13위) | 김예리            |                          |                                   |                                  |
| Top16(14위) | 류국화            |                          |                                   |                                  |
| Top16(15위) | 양진현            |                          |                                   |                                  |
| Top16(15위) | 이은지            |                          |                                   |                                  |
| Top32(17위) | 박희영 (라스트팀) |                          |                                   | 라스트팀                         |
| Top32(17위) | 박지예 (라스트팀) |                          |                                   | 라스트팀                         |
| Top32(17위) | 장보단 (라스트팀) |                          |                                   | 라스트팀                         |
| Top32(18위) | 김지혜            |                          |                                   |                                  |
| Top32(19위) | 조은빛 (퀸즈홀릭) |                          |                                   | 퀸즈홀릭                         |
| Top32(19위) | 이정아 (퀸즈홀릭) |                          |                                   | 퀸즈홀릭                         |
| Top32(19위) | 원민지 (퀸즈홀릭) |                          |                                   | 퀸즈홀릭                         |
| Top32(19위) | 김보람 (퀸즈홀릭) |                          |                                   | 퀸즈홀릭                         |
| Top32(19위) | 권상아 (퀸즈홀릭) |                          |                                   | 퀸즈홀릭                         |
| Top32(20위) | 김민정            |                          |                                   |                                  |
| Top32(21위) | 김정연            |                          |                                   |                                  |
| Top32(21위) | 윤미나            | 미나                     |                                   |                                  |
| Top32(23위) | 김보행            | B.H                      | 스타워크, 前내가네트워크          | 레이니                           |
| Top32(23위) | 서은선            |                          |                                   |                                  |
| Top32(23위) | 이권미            | 권미, 이루리             | 대한가수협회                      | 레드폭스, 前대전KBS 어린이합창단 |
| Top32(26위) | 권희주            | 소울레인                 | 소울레인아트                      |                                  |
| Top32(26위) | 박서진            |                          |                                   |                                  |
| Top32(26위) | 한채윤            |                          |                                   |                                  |
| Top32(29위) | 이지영            |                          |                                   |                                  |
| Top32(30위) | 정지현            |                          |                                   |                                  |
| Top32(31위) | 김유나            |                          |                                   |                                  |
| Top32(32위) | 염정미            | 염기랑                   | 범영화예술인 연합 아티스트 패밀리 | 춘희밴드                         |

## 같이 보기
- 슈퍼스타K 4
- K팝 스타
- 보이스 코리아
- 코리아 갓 탤런트